# Grand Palais (Bern)
Das Grand Palais, ein ehemaliges Wartehäuschen des „blauen Worbbähnli“, einer stillgelegten Bahnlinie zwischen Bern und Worb, ist ein unabhängiger, nichtkommerzieller Ausstellungsraum für zeitgenössische bildende Kunst in Bern. Es wird heute als Plattform, Ausstellungsraum und Experimentierfeld für Kunstschaffende genutzt.
Das Grand Palais befindet sich in einem ehemaligen Warteraum (Wartsaal 3) am Helvetiaplatz in Bern und liegt in unmittelbarer Nähe zur Kunsthalle Bern und zum Historischen Museum. Die Stadt Bern vermietet den Raum gezielt zu nicht-kommerziellen Zwecken.

## Geschichte
Bereits ab 2001 wurde der Wartsaal am Helvetiaplatz als Ort für kulturelle Veranstaltungen genutzt.  
Seit 2008 betreiben Chantal Meng, Sven Weber und Juliane Wolski den Raum unter dem Namen „Grand Palais“. Namensfindung und Betriebsgestaltung entstanden aus ihrem Grafikbüro „pol“. Im zweiten Jahr etablierte sich der Raum als Offspace für junge Kunst.

## Konzept, Organisation, Programm
Das Grand Palais versteht sich als offene Plattform – ein Ort der Gastfreundschaft, der Begegnung und der künstlerischen Vernetzung. Es werden Ausstellungen, Screenings, Performances, Soundformate, Vorträge u. a. organisiert. Das Grand Palais wird kollektiv betrieben, die Rechtsform ist ein Verein, es finanziert sich durch Eigenleistungen, Mitgliedsbeiträge sowie Förderungen. Zum Kollektiv gehörten 2023 u. a. Rhoda Davids Abel, Andreas Egli, Daria Gusberti, Caroline von Gunten, Oksana Hoshko, Mathias Kobel, Louise Martig und Simon Lieberherr.